# Táchira (država u Venezueli)
Táchira (španjolski. Estado Táchira) je jedna od 23 savezne države Venezuele, koja se nalazi na krajnjem zapadu zemlje.

## Karakteristike
U Táchiri živi 1,168,908 stanovnika na površini od 11,100 km²-
Država se prostire po jugozapadnom dijelu andskog masiva Cordillera de Mérida.
Táchira sa zapada graniči s Kolumbijom, a s istoka sa saveznim državama Mérida i Barinas, sa sjevera sa Zuliom i s juga s Državom Apure.

## Gospodarstvo
Poljoprivreda dominira ekonomijom ove države, a kava i šećerna trska su vodeći artikli. Od ostalih kultura uzgaja se krumpir, duhan i raznovrsno voće i povrće. Ribarstvo i stočarstvo također igraju važnu ulogu u ekonomiji Táchire, kao i prehrambena industrija i proizvodnja tekstila, keramike, obuće i odjeće. Relativno velike naslage ugljena pronađene su pored grada Lobatera.
Po nekim tvrdnjama na lokalitetu La Alquitrana pored rijeke Quinimarí proradila je između 1878. – 79. prva naftna bušotina u Venezueli.
Vodeći trgovački i transportni centar San Cristóbal je glavni grad, on leži na Panameričkom autoputu udaljen oko 25 km istočno od pograničnog grada San Antonija.

## Vanjske poveznice
- Estado Táchira na portalu Venezuelatuya (šp.)
- Táchira na portalu Encyclopedia Britannica (engl.)